# کنستانتین رادولسکو
کنستانتین رادولسکو (انگلیسی: Constantin Rădulescu; ۵ اکتبر ۱۸۹۶ – ۳۱ دسامبر ۱۹۸۱) بازیکن فوتبال اهل رومانی بود.